# Желти-Рид
Желти-Рид (болг. Жълти рид) — село в Болгарии. Находится в Кырджалийской области, входит в общину Джебел. Население составляет 26 человек.

## Политическая ситуация
В местном кметстве Душинково, в состав которого входит Желти-Рид, должность кмета (старосты) исполняет Фикри Тасим Мустафа (Движение за права и свободы (ДПС)) по результатам выборов.
Кмет (мэр) общины Джебел — Бахри Реджеб Юмер (Движение за права и свободы (ДПС)) по результатам выборов.